# Орбе
Орбе́ (фр. Orbey) — коммуна на северо-востоке Франции в регионе Гранд-Эст (бывший Эльзас — Шампань — Арденны — Лотарингия), департамент Верхний Рейн, округ Кольмар — Рибовилле, кантон Сент-Мари-о-Мин. До марта 2015 года коммуна административно входила в состав упразднённого кантона Лапутруа (округ Рибовилле).
Площадь коммуны — 46,02 км², население — 3608 человек (2006) с тенденцией к росту: 3647 человек (2012), плотность населения — 79,3 чел/км².

## Население
Численность населения коммуны в 2011 году составляла 3638 человек, а в 2012 году — 3647 человек.
| 1962 | 1968 | 1975 | 1982 | 1990 | 1999 | 2006 | 2011 | 2012 |
| ---- | ---- | ---- | ---- | ---- | ---- | ---- | ---- | ---- |
| 3312 | 3236 | 3369 | 3114 | 3282 | 3548 | 3608 | 3638 | 3647 |

Динамика населения:

## Экономика
В 2010 году из 2204 человек трудоспособного возраста (от 15 до 64 лет) 1650 были экономически активными, 554 — неактивными (показатель активности 74,9%, в 1999 году — 71,2%). Из 1650 активных трудоспособных жителей работали 1532 человека (822 мужчины и 710 женщин), 118 числились безработными (58 мужчин и 60 женщин). Среди 554 трудоспособных неактивных граждан 157 были учениками либо студентами, 193 — пенсионерами, а ещё 204 — были неактивны в силу других причин.
На протяжении 2011 года в коммуне числилось 1468 облагаемых налогом домохозяйств, в которых проживало 3435,5 человек. При этом медиана доходов составила 19730 евро на одного налогоплательщика.

## Достопримечательности (фотогалерея)
- Вид на коммуну
- Церковь Сент-Урбан
- Башня
- Мемориал